# Nymphalis concolor
Nymphalis concolor är en fjärilsart som beskrevs av Barend J. Lempke 1956. Nymphalis concolor ingår i släktet Nymphalis och familjen praktfjärilar. Inga underarter finns listade i Catalogue of Life.